# Louis Munteanu
Louis Munteanu, né le 16 juin 2002 à Vaslui en Roumanie, est un footballeur international roumain qui évolue au poste d'avant-centre au CFR Cluj.

## Biographie

### En club
Né à Vaslui en Roumanie, Louis Munteanu est formé par l'Académie Gheorghe Hagi, pour ensuite commencer sa carrière dans le club partenaire du Viitorul Constanța. Il joue son premier match en professionnel le 27 octobre 2019, lors d'une rencontre de championnat face au FC Dinamo Bucarest. Il entre en jeu à la place de Cosmin Matei (en), et son équipe s'incline sur le score de trois buts à deux.
En septembre 2021, Munteanu rejoint l'ACF Fiorentina. Avec la Primavera il remporte la Coppa Italia lors de la saison 2020-2021 et une nouvelle fois en 2021-2022.
Alors qu'il n'a pas fait la moindre apparition avec l'équipe première de la Fiorentina, Louis Munteanu est annoncé de retour dans son pays natal à l'été 2022, et notamment du côté du Rapid Bucarest alors entraîné par Adrian Mutu mais l'attaquant de 20 ans arrive finalement au Farul Constanța, étant prêté le 15 août 2022 par la Fiorentina et pour une saison.
Le 18 août 2023, Munteanu est prêté pour une saison supplémentaire au Farul Constanța.
Le 31 juillet 2024, Louis Munteanu quitte définitivement l'ACF Fiorentina où il n'aura joué aucun match, et signe en faveur du CFR Cluj.
Munteanu se fait remarquer le 27 janvier 2025 en réalisant un triplé en championnat face au Farul Constanța. Titulaire, il permet à son équipe de s'imposer par trois buts à un.

### En sélection
Louis Munteanu représente l'équipe de Roumanie des moins de 17 ans, jouant au total quinze matchs entre 2017 et 2019. Il inscrit quatre buts avec cette sélection.
Avec les moins de 18 ans, Munteanu inscrit cinq buts en cinq matchs. Il réalise notamment deux doublés, le premier le 15 août 2019 contre l'Albanie (victoire 4-1 de la Roumanie) et le second face à la Turquie le 11 février 2020 (3-2 pour la Roumanie).
Avec les moins de 20 ans il joue deux matchs en 2022.
Louis Munteanu joue son premier match avec l'équipe de Roumanie espoirs le 16 novembre 2021, lors d'une rencontre face à l'Italie. Il entre en jeu à la place d'Octavian Popescu, et son équipe s'impose par quatre buts à deux.
Le 12 octobre 2023, Louis Munteanu honore sa première sélection avec l'équipe nationale de Roumanie lors d'un match comptant pour les éliminatoires de l'Euro 2024 contre la Biélorussie. Il entre en jeu et les deux équipes se neutralisent (0-0 score final),.